# Wijken en buurten in Wervershoof
De Nederlandse plaats Wervershoof, die deel uitmaakt van de gemeente Medemblik, is voor statistische doeleinden onderverdeeld in wijken en buurten. De gemeente is verdeeld in de volgende statistische wijken:
- Wijk 00 (CBS-wijkcode:045900)
- Wijk 01 (CBS-wijkcode:045901)

Een statistische wijk kan bestaan uit meerdere buurten. Onderstaande tabel geeft de buurtindeling met kentallen volgens het Centraal Bureau voor de Statistiek (2008):
| CBS-buurtcode | Buurtnaam      | Inwonertal | Opp. totaal (ha) | Opp. land (ha) | Ligging                |
| ------------- | -------------- | ---------- | ---------------- | -------------- | ---------------------- |
| BU04590000    | Centrum (West) | 940        | 295              | 278            | Locatie in de gemeente |
| BU04590001    | Onderdijk      | 1640       | 494              | 420            | Locatie in de gemeente |
| BU04590002    | Centrum (Oost) | 4610       | 356              | 353            | Locatie in de gemeente |
| BU04590003    | Driehuizen     | 220        | 48               | 48             | Locatie in de gemeente |
| BU04590100    | Zwaagdijk-Oost | 1200       | 1271             | 1246           | Locatie in de gemeente |